# Relations entre l'Algérie et le Canada
Les relations entre l'Algérie et le Canada font référence aux relations inter-états entre l'Algérie et le Canada. Le Canada a une ambassade à Alger, l’Ambassade du Canada en Algérie. L'Algérie dispose d'une Ambassade d'Algérie au Canada à Ottawa et d'un consulat à Montréal. Le Canada a reconnu l'Algérie après son indépendance de la France en 1962, et des relations diplomatiques officielles ont été mises en place deux ans plus tard, en 1964.

## Histoire des relations
Le Canada a reconnu l'indépendance de l’Algérie  en 1962, leurs relations diplomatiques ont été établies en 1964. Un des premiers représentants diplomatiques côté algérien à établir un pont entre le Canada et l'Algérie fut Chérif Guellal.
D'après un article de Robin S. Gendron dans la Revue de la Société historique du Canada, le Canada ne s'est pas publiquement opposé à la France pendant la guerre d'Algérie car il voyait ses relations étrangères sous l'angle de l'affermissement de l'alliance de l'OTAN et faire preuve de déférence diplomatique envers la France était conforme à cette attitude pro-OTAN. Par contre, le ministre des Affaires étrangères Lester Pearson a en privé de la sympathie pour les peuples du tiers-monde. Le diplomate Jules Léger a conclu dès 1955 que la France ne réussirait probablement pas à mater l'insurrection. À partir de cette date, la politique du Canada consiste à encourager la France à adopter une approche plus modérée face à la possibilité de l'indépendance algérienne.
L'ambassade canadienne en Algérie fut ouverte en 1971 et l'Algérie a ouvert son ambassade à Ottawa en 1968, le 10 mars 1971, fut la date de l'ouverture d’une mission diplomatique et de l’installation d’une chancellerie à Alger.
Des commissions mixtes ont été établies à partir de 1980, entre les deux pays.

## Visites bilatérales
En 2006, la Gouverneure Générale du Canada Michaëlle Jean s'est rendue en Algérie dans le cadre d'une tournée en Afrique, au cours de laquelle elle a encouragé le partenariat entre le Canada et l'Algérie pour aider au développement de l'Afrique. En 2010, le Président algérien Abdelaziz Bouteflika a visité le Canada pour prendre part au sommet du G8 à Muskoka. Lawrence Cannon, le Ministre des Affaires Étrangères, s'est rendu en Algérie en janvier 2011 et a rencontré son homologue algérien, le Ministre des Affaires Étrangères Mourad Medelci.

## Activité économique
L'Algérie est parmi les meilleurs partenaires commerciaux du Canada en Afrique. Il y a un grand déséquilibre des échanges commerciaux entre l'Algérie et le Canada en faveur des Algériens. Les exportations canadiennes vers l'Algérie s'élevaient à 352 millions de dollars en 2010, principalement des produits agricoles tels que le blé dur, tandis que les importations canadiennes en provenance de l'Algérie s'élevaient à 3,8 milliards de dollars, 99% étant du pétrole brut.

## Migration
La communauté algérienne au Canada compte près de 120 000 personnes, dont la plupart résident dans et autour de Montréal. Air Algérie opère un vol quotidien à partir de Montréal vers Alger pour servir ce marché.

## Sécurité
L'Algérie a déclaré que deux Canadiens étaient parmi les militants djihadistes responsables d'une prise d'otage dans une usine de gaz naturels isolée dans le désert du Sahara en janvier 2013. Le Canada a lancé sa propre enquête. En mars, la GRC a confirmé qu'un des corps canadiens a été identifié et est lié à l'attaque. L'enquête a été ralentie par le fait que le Canada et l'Algérie ne partagent pas l'échange d'information.

## Culture

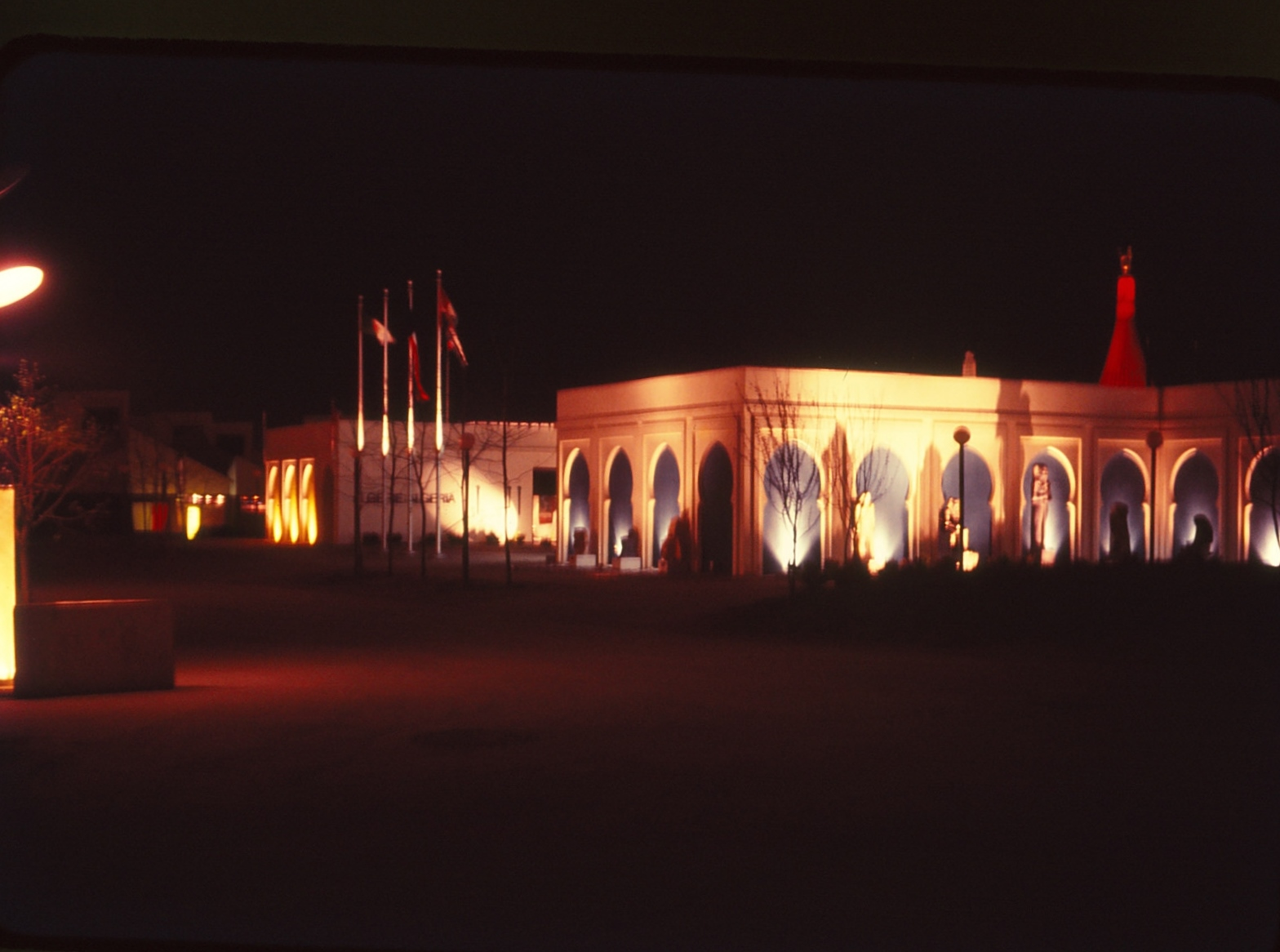
Pavion d'Algérie à l'Exposition universelle de 1967 à Montréal

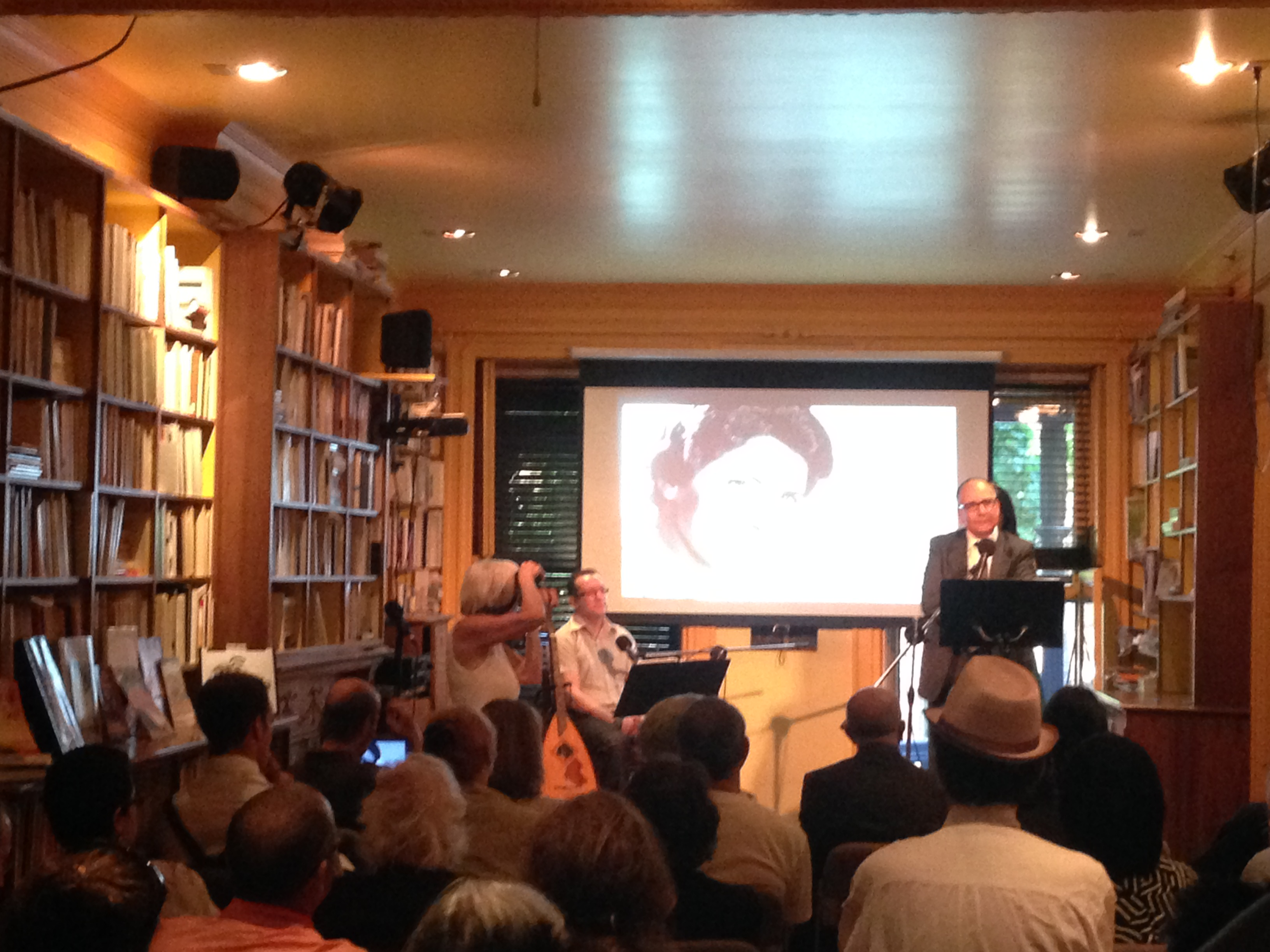
Hocine Meghar, lors de la Journée en hommage à Assia Djebar à Montréal

La première édition de la journée Assia Djebar a été instaurée à Montréal le 18 juin 2016, en présence de l’ambassadeur d’Algérie au Canada, Hocine Meghar.
L’ambassade du Canada en Algérie a  facilité la participation de l’auteur canado-haïtien Dany Laferrière lors du Salon international du Livre d’Alger, à son édition de 2016.